# Le Triptyque de Kohr
Le Triptyque de Kohr est une nouvelle de science-fiction de Christian Léourier, parue en 1976.
La nouvelle a été nommée au grand prix de l'Imaginaire de la meilleure nouvelle 1977 (classée 2e).

## Parutions
La nouvelle est notamment parue en langue française :
- dans la revue Fiction, numéro spécial no 26, OPTA, juin 1976 ;
- dans l'anthologie Les Mosaïques du temps, 1987, Le Livre de poche no 7130, octobre 1990, pages 175 à 209.

## Résumé
Il y a bien longtemps, Cynewulf a découvert sur la lointaine planète Kohr, du système Beta Hydri, la preuve de l'existence de Dieu, et plus précisément du Dieu des Chrétiens. Deux des trois éléments d'un triptyque (le troisième élément n'ayant pas été trouvé) ont été ramenés de cette planète : ils racontent l'histoire d'un homme, une sorte de prophète désigné sous le nom de « Fils de l'Unique », qui est venu pour inciter les gens à Aimer et à s'aimer les uns les autres, et à se révolter contre l'occupant injuste. Il a été puni par le gouverneur, avec l'accord explicite des prêtres, et mis à mort. Bref, il s'agissait de l'histoire du Christ, sauf que, et les datations sont formelles, cette histoire avait été gravée sur le triptyque il y a plusieurs millions d'années. Ainsi, la preuve était faite : Dieu avait envoyé le Christ sur toutes les planètes où l'Intelligence et la Civilisation s'étaient développées.
Le problème, c'est qu'il y avait un troisième volet, que Cynewulf avait caché aux Terriens, car ceux-ci, alors, avaient besoin de croire en la légitimité d'une Église universelle pour éviter l'instauration d'un pouvoir tyrannique. Maintenant que l'Église devient elle-même tyrannique, on peut désormais le révéler : le troisième panneau du triptyque avait aussi été retrouvé, et il racontait comment le Fils de l'Unique n'était pas mort, avait pris la tête de la Révolution et avait chassé le gouverneur. La conclusion du triptyque était qu'aucun dictateur ne peut se maintenir éternellement au pouvoir. Et là, on est loin de la vie du Christ… 
Alors, si l'on est chrétien et que l'on apprend que Le Triptyque de Kohr ressemble à une « gigantesque escroquerie », la foi peut-elle perdurer ? Comment réagiraient les croyants ?